# Estat de Benarés

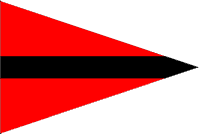
Bandera d'estat

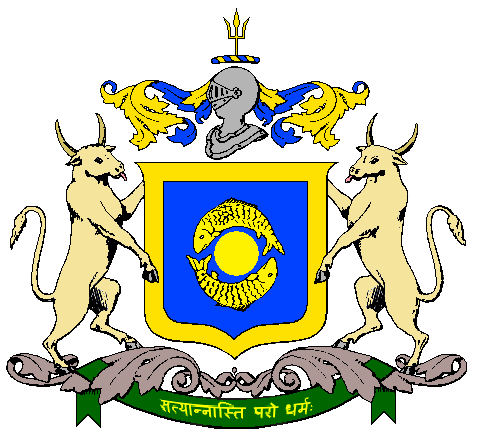
Escut

Benarés fou un estat tributari protegit de l'Índia format pels tahsils de Gangapur del districte de Varanasi i Korh o Bhadohl i Chakia al districte de Mirzapur, a les províncies Unides d'Agra i Oudh. La superfície era de 2.559 km². El maharajà estava exempt de pagar tribut pels dominis. A més del seu domini els sobirans de Benarés eren zamindaris a terres dels districtes de Benarés (Varanasi), Ghazipur, Ballia, Juanpur, Allahabad, Mirzapur i Shahabad (aquest a Bengala).

## Història
Kashi fou un regne hindú amb capital a Benarés, que fou fundat per Khsetravridha, fill d'Ayus, de la dinastia Somavansa de Pratishthana. Ja existia al final de la dinastia Maurya (vers el 200 aC) i durant la dinastia Sunga (iniciat vers 185 aC). Era un dels quatre estats coneguts del sud del Ganges a l'oest de Bengala: Maghada, Kashi, Kausambi i Muttra. Al nord i est del Ganges i havia Videha (Bihar del nord), Kosala (després Oudh) i Panchala. El regne va existir fins al segle XII, quan fou conquerit pels musulmans el 1194.
La família de maharajas de Benarés la va fundar Mansa Ram, un braman gautam bhuinhar, zamindar d'Utaria, que servia a Rustam Ali, governador feudatari de Benarés pel nawab d'Oudh (1737). El 1738 va obtenir de l'emperador la recaptació dels sarkars de Jaunpur, Chunar i Benares pel seu fill Balwant Singh, amb títol de raja. Balwant Singh fou reconegut després (1740) com zamindar de Gangapur (abans anomenada Utaria) i el 1754 la recaptació de Chakia contra pagament de 80000 rúpies de tribut; Shuja al-Daula, al pujar al tron li va concedir la meitat de la rendes de Korh en jagir. El 1764, després de la batalla de Buxar, la sobirania del territori que governava fou concedida per l'emperador a la Companyia Britànica de les Índies Orientals i llavors va ser reconegut pels britànics com a sobirà separat del nawab d'Oudh, però la junta de directors va anul·lar l'acord i el 1765 va retornar la sobirania al nawab amb obligació de mantenir al raja de Benarés en el poder local.
Balwant Singh va morir el 1770 sense fills legítims. La Companyia va imposar la successió del seu fill il·legítim Chet Singh que Oudh no volia reconèixer. El 1775 el raja va cedir els seus territoris a la companyia i una part les va rebre altre cop com a zamindari a canvi de tribut. El 1778 el raja fou requerit a pagar el manteniment de tres batallons de sipais; el 1780 va haver de pagar la cavalleria pel servei general de l'estat. Chet Singh s'oposava a aquestes demandes però no tenia possibilitat de refusar; es creia que estava molt insatisfet i que mantenia correspondència amb els enemics dels britànics. altres peticions d'impostos o contribucions foren fetes el 1779 i 1780.
El 1780 el poder britànic fou desafiat simultàniament per Haidar Ali de Mysore, el nizam d'Hyderabad i la Confederació Maratha, i el governador general Warren Hastings, va demanar al raja de Benarés d'aportar un contingent de cavalleria de 1500 homes; el raja es va mostrar evasiu i no va enviar cap soldat; Hastings llavors li va imposar una multa de 50 lakhs. L'1 d'agost de 1781 va anar en persona a Benarés i va trobar a Chet Singh encara insubordinat, i va ordenar la seva detenció a palau. Això va provocar disturbis i el contingent britànic a la ciutat, molt petit, fou atacat i eliminat amb facilitat. El raja va fugir a una de les seves fortaleses i la revolta es va fer general. Hastings va quedar bloquejat a Benarés en difícil posició fins que es va haver de retirar a Chunar. El raja va romandre en revolta oberta fins al setembre quan Hastings, després de reunir un contingent suficient de tropes britàniques, va enviar aquestes que van dispersar als seus partidaris. Llavors Hastings va retornar a Benarés, va deposar Chet Singh i va proclamar al seu nebot Mahip Narayan com a raja amb un increment del tribut. Chet Singh, es va retirar cap a Oudh i tot seguit a Gwalior, on va residir exiliat (i on va morir el 1810). L'administració criminal de l'estat, la moneda, i l'administració civil i criminal de la ciutat de Benarés fou transferida a la Companyia. El 1783, una escassetat va causar disturbis a la ciutat.
El 1787 el resident Duncan va informar de la mala administració del territori i es va permetre un arranjament dels pagaments amb els terratinents per millorar la situació. L'acord fou signat el 1794 pel qual les terres del raja per dret propi foren separades de la resta del territori on només era administrador i que van passar al govern rebent el raja un subsidi anual d'1 lakh; als territoris del raja coneguts com "el domini" (o "els dominis", abreujat per "dominis familiars") la recaptació la feia el raja de manera similar a la que feien els col·lectors britànics als districtes; el comissionat de la divisió de Benarés va passar a ser superintendent dels dominis. El 1795 va morir el raja Mahip Narayan i el va succeir el seu fill Udit Narayan.
El 1828 una investigació va determinar abusos als dominis i aquestos foren posats sota administració britànica. Aquest règim d'intervenció va restar fins al 1881 i en endavant els sobirans foren menys que prínceps però més que simples zamindars. Mort Udit Singh el 1835 el va succeir el seu fill adoptiu Ishwari Prasad Narayan Singh (fill del tercer fill de Mahip Narayan Singh) reconegut per sanad de 29 de juliol de 1835 però sense poder, sent administrat l'estat per la sala de corts (Court of wards) fins al 1841 i després amb poder limitats per la intervenció de 1828; va ser lleial als britànics al motí del 1857 i va rebre en agraïment el títol personal de maharajà bahadur (11 d'agost de 1859), sanad d'adopció l'11 de març de 1862 i salutació personal de 13 canonades (26 de juny de 1867, i tractament de Son Altesa el 8 de febrer de 1889. El 1881 va aconseguir la modificació de la norma d'intervenció de l'administració de l'estat i va recuperar molts dels antics poders dels seus predecessors que s'havien perdut el 1828. Va morir al fort de Ramnagar 13 de juny de 1889.
El títol va passar al seu nebot (fill d'un germà) i fill adoptiu, Prabhu Narayan Singh Bahadur (nascut el 26 de novembre de 1855) que va rebre diverses distincions: cavaller comanador de l'orde l'imperi indi l'1 de gener de 1891, cavaller gran comanador de l'orde de l'imperi indi l'1 de gener de 1898, i gran comanador de l'estrella de l'Índia l'1 de gener de 1921. Va rebre dret a salutació de 13 canonades, títol de maharajà i tractament de Son Altesa de manera personal el 23 de setembre de 1889 i confirmats com hereditaris l'1 de juny de 1918 (la salutació augmentada a 15 canonades). El 9 de novembre de 1910 el domini fou reconegut estat pels britànics amb les parganes de Bhadohi i Keramnagar, Chakia i Ramnagar, i alguns drets a la ciutat de Benarés, sent instal·lat amb plens poder l'1 d'abril de 1891. Va morir al fort de Ramnagar el 4 d'agost de 1931. El Maharaja Shri Sir Aditya Narayan Singh (1931-1939) fou també comanador i gran comanador i va tenir diversos oficis militars; va morir el 5 d'abril de 1939 havent adoptat com fill i hereu a Shri Vibhuti Narayan Singh, fill de Babu Jharkhandi Prasad Narayan Singh que era fill o net de Babu Jagdep Narayan Singh, germà d'una de les esposes de maharajà Sir Prabhu Narayan Singh.
El nou maharajà (nascut el 1927) va governar sota un consell de regència fins a ser declarat major d'edat l'11 de juliol de 1947, portant tot seguit l'estat a l'Índia el 15 d'agost de 1947 i va incorporar l'estat a les Províncies Unides el 15 d'octubre de 1949 perdent els drets sobirans, però va seguir complint tasques religioses o cerimonials a Benarés fins a la seva mort tot i que els darrers poders dels sobirans que donaven drets a pensions havien estat abolits el 28 de desembre de 1971.

## Llista de governants
- Mansa Ram 1737-1739 zamindar d'Utaria
- Balwant Singh 1738-1770 (fill +19 d'agost de 1770), d'Utaria (Gangapur) el 1739/1740
- Chait Singh (Chet Singh) 1770-1781 (fill, + 29 de març de 1810)
- Mahip Narayan Singh 1781-1795 (nebot, fill d'una filla de Balwant Singh, + 12 de setembre de 1795)
- Udit Narayan Singh 1795-1835 (fill + 4 d'abril de 1835)
- Ishwari Prasad Narayan Singh 1835-1889 (fill +13 de juny de 1889)
- Maharaja Shri Sir Prabhu Narayan Singh Bahadur 1889-1931 (fill adoptiu + 4 d'agost de 1931)
- Maharaja Shri Sir Aditya Narayan Singh 1931-1939 (+5 abril de 1939)
- Maharaja Shri Vibhuti Narayan Singh 1939-1948 (fill adoptiu + 25 de desembre del 2000)

El principat de Benarés (Varanasi) fou un estat hindú format vers el 1740 per Balwant Singh. El primer príncep Balwant Singh fou succeït el 1770 pel seu fill Chet Singh. Portaven el títol de rajah que al segle XX fou canviat a maharajà. L'estat va existir fins a la independència de l'Índia el 1947.

## Escut i bandera
Escut azure amb un bezant (disc daurat) al centre entre dos peixos emmirallats en direcció contrària a les agulles del rellotge (damunt i sota), tot en or; bordura daurada a l'escut. Un elm de sable (negre) amb llambrequins daurats; coronació un trident daurat; suports, dos zebús daurats; lema "no hi ha virtut més gran que la veritat" en cinta verda de vora daurada aguantada en decoració daurada.
L'estendard del maharaja és triangular vermell (triangle en angle recte amb el pal) amb un sol en esplendor amb rostre al centre, amb estreta vora blanca a dos costats del triangle (la base i el vol).
La bandera de l'estat era un banderí triangular vermell (punta del vol al centre, base del triangle al pal) amb franja estreta negra al centre.